# Moribund the Burgermeister
Moribund the Burgermeister ist ein Lied des britischen Pop-Rock-Musikers Peter Gabriel aus dem Jahr 1977. Gabriel wurde durch ein Buch über Krankheiten im Mittelalter zu dem Liedtext inspiriert. Die Figur Moribund begegnet den Ereignissen um sich herum mit dem Wissensstand der damaligen Zeit. Das Lied leitet Gabriels erstes Soloalbum (Peter Gabriel (Car)) ein und wurde von ihm hauptsächlich in der Anfangsphase seiner Solokarriere live gespielt.

## Entstehung und Veröffentlichung
Moribund the Burgermeister wurde zuerst am 25. Februar 1977 auf Gabriels erstem Soloalbum Peter Gabriel (Car) als Eröffnungssong veröffentlicht. Das Lied wurde von Peter Gabriel geschrieben, im Tonstudio The Soundstage in Toronto, Ontario, Kanada aufgenommen und gemischt und von Bob Ezrin produziert. Am 21. März 1977 wurde Moribund the Burgermeister als B-Seite der ersten Single des Albums Solsbury Hill veröffentlicht. Gabriel sang das Stück auf mehreren seiner frühen Tourneen als Solokünstler ab 1977.

## Inhalt und Bedeutung

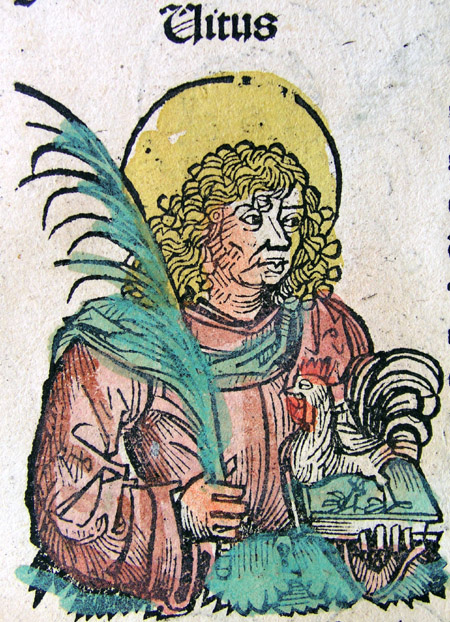
Heiliger Veit,, der Namensgeber des Veitstanzes, einer mittelalterlichen Tanzmanie

Der Liedtext handelt von einem Nervenleiden, das ein mittelalterliches Dorf plagt. Gabriel schrieb Moribund the Burgermeister über den Veitstanz, eine Krankheit, die später als Chorea minor bekannt wurde und die ihre Opfer mit gewaltsamen und unkontrollierbaren Zuckungen befällt. Gabriel hatte in einem Buch über mittelalterliche Krankheiten über den Veitstanz gelesen. Der Namensgeber des Veitstanzes, der Heilige Veit, war ein mittelalterlicher Schutzpatron der Schauspieler, Tänzer und Epileptiker. Die Anhänger des Heiligen Veit führten an seinem Festtag manische Tänze auf, um Menschen von ihrer Krankheit zu heilen.
Gabriel singt das Lied mit mehreren unterschiedlichen wechselnden Stimmen, um die Rollen verschiedener Charaktere zu übernehmen, von denen eine der titelgebende „Moribund der Bürgermeister“ ist. Der Name Moribund weist auf den nahenden Tod hin. Gabriel verwendete die nicht englischsprachige Bezeichnung „Burgermeister“, da er bei der handelnden Person an einen kontinentaleuropäischen Stadtbeamten dachte, die eine ähnliche Aufgabe wie ein Bürgermeister hat. Der Bürgermeister wird in dem Lied als eine ahnungslose Autoritätsperson dargestellt, die die Ursache des Veitstanzes auf äußere Kräfte schiebt, die er nicht verstehen kann; in Strophe drei nennt er die Manie schließlich „das Werk des Teufels“. Er macht verschiedene Vorschläge zur Lösung des Problems, darunter die Verwendung von Zaubertränken, eine strengere Überwachung der Stadt und „Wachspuppen“, die sich jedoch als nutzlos erweisen. Gabriel trug die Zeilen des Bürgermeisters mit kehliger Stimme vor, einschließlich der Textpassage „I will find out“ (=„Ich werd’s herausfinden“), die den zweiten und dritten Refrain abschließt. Einige von Gabriels Gesängen wurden mit einem Harmonizer bearbeitet, wobei die Stimmen-Effekte im zweiten Refrain besonders zur Geltung kommen.
Der Arbeitstitel des Songs war „I Will Find Out“ während der Aufnahmesitzungen von Gabriels erstem Soloalbum Peter Gabriel (Car). Gabriels Leadgesang gehörte zu den letzten Dingen, die dem Song hinzugefügt wurden. Bei den Aufnahmen sang Gabriel seine führende Gesangsstimme mit einer Technik, die er „Gabrielese“ nannte, einer Art gesungenem Blindtext, bei der er tatsächliche Wörter durch Silben als Platzhalter ersetzte. Die Strophen des Songs bestehen aus absteigenden Synthesizer-Akkorden und elektronisch manipulierter Perkussion. Larry Fast spielte seine Passagen auf einem Polymoog, einem Minimoog und einem Moog-Modularsystem. Er nahm die Synthesizer-Antwort auf den Text „I will find out“ als Overdub auf.
Die Perkussion wurde von Jimmy Maelen auf einer Talking Drum gespielt. Fast nahm den Klang der Talking Drum mit einem Kontaktmikrofon auf und leitete das Signal durch eine Hüllkurve, die durch sein modulares Synthesizer-Rack ausgelöst wurde. Fast mischte das trockene Signal der Talking Drum mit dem bearbeiteten Trommelsound, der mit elektronischen Oszillatoren, Moog-Filtern und einem Delay behandelt wurde, um etwas zu schaffen, das er als „perkussives Klangbett“ bezeichnete. Er sagte, dass die Moog-Filter für den „flüssigen, wirbelnden Schlagzeugsound“ verantwortlich waren.
Der Liedtext der ersten Strophe beschreibt das Chaos, das sich auf dem Marktplatz entfaltet, wo sich die Stadtbewohner „auf tausend Arten drehen und wenden“. Es schließt sich der Refrain an, der mit Schlagzeug, E-Bass, E-Gitarren und Synthesizern stärker instrumentiert ist. Jeder Refrain hat einen anderen Text, der demselben melodischen Motiv folgt.

## Liveaufführungen
Gabriel spielte Moribund the Burgermeister als drittes Lied des Sets auf seiner ersten Solotournee. Während dieser Auftritte beobachtete Barbara Charone vom britischen Sounds Magazine, dass Gabriel in ein drahtloses Mikrofon sang, während er über die Bühne „stolzierte“. Gabriel spielte die Rolle von Moribund the Burgermeister, indem er an bestimmten Stellen des Songs seinen Rücken krümmte und die Kapuze seines Sweatshirts über den Kopf zog und einen „Marsch in Zeitlupe“ vollführte. Für den europäischen Teil der Tournee wurde Moribund the Burgermeister in der Setlist beibehalten, wobei Allan Jones von dem britischen Musikmagazin Melody Maker den Einsatz „subtiler elektronischer Effekte“ in dem Song hervorhob.
Moribund the Burgermeister wurde erneut auf Gabriels Scratch Tour gespielt, mit der er sein selbstbetiteltes Album Peter Gabriel (Scratch) von 1978 bewarb. Gabriel sang Teile des Liedes bei diesen Auftritten „bäuchlings“ vor Jerry Marottas Schlagzeug, wobei seine Bewegungen durch ein Gitter aus flackernden Lichtern unterstrichen wurden. Er spielte das Lied auch auf seiner Tournee von 1980, bei der er auch Songs seines dritten selbstbetitelten Albums Peter Gabriel (Melt) von 1980 präsentierte. Moribund the Burgermeister wurde in der Setlist zusammen mit Mother of Violence und Humdrum aufgeführt, die beide ursprünglich auf seinen ersten beiden Soloalben erschienen waren. Später nahm Gabriel den Song in die Setlist seiner Warm Up Tour von 2007 wieder auf, für die er den in seinem Full Moon Club registrierten Fans erlaubte, Vorschläge für die Setlist zu machen. Das Lied wurde in den Encore Series zu dieser Tournee auf den Alben der Konzerte veröffentlicht, auf denen das Lied gespielt wurde.

## Mitwirkende
(Quelle:)

### Musiker
- Jozef Chirowski – Keyboards
- Larry Fast – Synthesizer, Musikprogrammierung
- Robert Fripp – E-Gitarre
- Peter Gabriel – Gesang, Keyboards
- Steve Hunter – E-Gitarre
- Tony Levin – Bassgitarre
- Jimmy Maelen – Perkussion, Talking Drum
- Allan Schwartzberg – Schlagzeug

### Technisches Personal
- Brian Christian – Toningenieur
- Bob Ezrin – Musikproduzent
- Peter Gabriel – Liedtext, Komposition
- George Graves – Mastering-Ingenieur

## Rezensionen
Bevor der Song auf Gabriels 1977 erschienenem selbstbetitelten Album Peter Gabriel (Car) veröffentlicht wurde, lobte Allan Jones vom Melody Maker Gabriels „bitteren Humor und cleveren Schreibstil“ bei Moribund the Burgermeister. Er beschrieb den Song auch als eine „beunruhigende kleine Angelegenheit, die eine Reihe von Bosch-ähnlichen Bildern von Leiden und Horror mit einem Elektroschock-Gesangsarrangement projiziert.“ Patrick Humphries, der für den New Musical Express (NME) schrieb, hob Moribund the Burgermeister als den besten Song des Albums hervor. Er hob besonders Gabriels „außergewöhnlichen“ Gesang und die synthetische Perkussion hervor, die er als „wunderschön“ bezeichnete.
In seiner Rezension für den Rolling Stone verwies Stephen Demorest auf die „verspielten Synthesizer-Doodles, den trolligen Gesang und die orchestralen Ausbrüche“. Andy Mellen schrieb für die Winnipeg Free Press, dass Moribund the Burgermeister „seiner früheren Band am nächsten kommt“. Er beschrieb es als „einen von [Gabriels] patentierten Story-Songs voller einzigartiger Charakterisierungen und schräger Texte“. Janet Macoska schrieb in dem Musikjournal Trouser Press, der Song zeige „Gabriels eklektischen Sinn für Theatralik“, und sagte, sein Gesang klinge „wie aus der Twilight Zone“.
Rückblickende Kritiker haben Moribund the Burgermeister im Kontext von Gabriels Arbeit mit Genesis diskutiert. Daryl Easlea, ein Peter-Gabriel-Biograf, beschrieb Moribund the Burgermeister als den „genesis-eskesten“ Song auf seinem ersten Album. Er verglich Teile des Songs mit The Grand Parade of Lifeless Packaging aus The Lamb Lies Down on Broadway. Steve Hackett, der zusammen mit Gabriel Mitglied von Genesis war, sagte, dass Moribund the Burgermeister ihn an deren Song Get ’Em Out by Friday erinnerte. Stephen Thomas Erlewine von AllMusic war der Meinung, dass Moribund the Burgermeister ein „bizarres“ Arrangement und einzigartige Produktionsentscheidungen besaß, die eine Abkehr von den instrumentalen Passagen markierten, die man auf einigen von Gabriels Arbeiten mit Genesis fand. Mark Beaumont, der für das Musikmagazin Classic Rock schrieb, charakterisierte den Song als „eine opernhafte Vision einer mittelalterlichen Seuche“, die „Prog-Fans“ anspreche. Jim DeRogatis von der Chicago Sun-Times bezeichnete den Song als eine Brücke zwischen seiner Arbeit mit Genesis und dem eher „reduzierten, aber immer noch dramatischen Ansatz“, der auf dem Rest seines ersten Soloalbums zu finden sei.